# Cornelia Cinna
Pour les articles homonymes, voir Cinna et Cornelius Cinna.
Cornelia Cinna (Cinnilla) la jeune (vers 94 av. J.-C. ; 68 ou 69 av. J.-C.) était la fille de Lucius Cornelius Cinna, l'un des principaux leaders du parti de Caius Marius. Mariée en 83 av. J.-C. avec Jules César, elle eut avec lui une fille, Julia, qu'il maria à Pompée en 60 av. J.-C.
En raison de sa parenté avec la veuve de Marius (sa tante Julia) et de son alliance avec la famille de Cinna, César était tout désigné pour subir la vindicte du dictateur Sylla lorsque celui-ci entreprit de proscrire les membres du parti marianiste. Sommé de répudier Cornelia, César refusa avec hauteur et préféra quitter Rome, passant plusieurs mois dans la clandestinité avant d'être finalement gracié grâce aux puissants appuis de sa famille maternelle.
Cornelia décéda juste avant le départ de César pour l'Espagne comme questeur. Tout comme il l'avait fait peu de temps auparavant pour sa tante Julia, il prononça son éloge funèbre sur les Rostres,,. Ce n'était pas la coutume pour une femme aussi jeune et le peuple y vit une marque de sensibilité et d'attachement. Il est probable cependant que César, qui n'agissait jamais sans arrière-pensée, profita de cette occasion pour réaffirmer ses allégeances politiques tout comme il l'avait fait à l'occasion des obsèques de sa tante.